# Arandina Club de Fútbol
L'Arandina Club de Fútbol, abreujat Arandina CF és un club de futbol castellà, de la ciutat d'Aranda de Duero, a Burgos. Va ser fundat el 1987 a partir d'una formació anterior, coneguda com a Sociedad Gimnástica Arandina, i juga a la Segona Divisió B.

## Història

### Sociedad Gimnástica Arandina
Els antecedents de la SG Arandina es remunten a un club anterior, el Club Deportivo Aranda, que comença a desenvolupar la seva trajectòria pel futbol amb diversos partits a nivell regional. A partir de 1927 un empresari del carbó, Julio Mitjavilla, impulsa la formació d'una societat esportiva oficial, que a més de futbol oferís als ciutadans d'Aranda i rodalia diferents opcions esportives. El 8 de gener de 1928 es constitueix la societat, amb Don Alberto Martínez com a primer president. Amb la Marxa de Mitjavilla, l'equip va desaparèixer als tres anys.
No obstant això, la Sociedad Gimnástica torna a existir a partir de 1948, amb la inauguració d'un estadi conegut com a Campo de Deportes de la Virgen de las Viñas i la formació d'una nova plantilla de jugadors. En aquest any s'adopten uns nous colors, el blanc i el blau. En els seus primers anys d'existència disputa competicions regionals a Palència i Burgos, fins que el 1956 són admesos a la lliga de futbol espanyola, partint de les divisions inferiors.
El 1975, l'equip va aconseguir ascendir a Tercera Divisió. En aquests anys emprèn la construcció del seu nou estadi, "El Montecillo", i es reforça amb jugadors d'altres formacions. Després d'assolir les primeres posicions del seu grup en la temporada 1979-80, una victòria davant la Gimnàstica de Torrelavega l'1 de juny de 1980 els va permetre ascendir a Segona Divisió B per primera vegada en la seva història.
Els greus problemes econòmics van portar a la retirada de la competició a les primeres jornades de la temporada 1986-87, per anunciar posteriorment la seva desaparició del club.

### Arandina Club de Fútbol
Després de la desaparició de la Gimnástica, el 1987 es crea un nou equip de futbol de la mà de Francisco Serrano López (Trova), conegut com a Arandina Club de Fútbol. Partint de les divisions regionals, el 1989 va aconseguir el seu primer ascens a la Tercera Divisió, on es va mantenir amb certes dificultats i alts i baixos fins a l'any 2001, quan va perdre la categoria.
La temporada 2003-04 l'equip va tornar a aquesta competició, signant un dissetè lloc que gairebé el porta a un nou descens. No obstant això, en anys posteriors va invertir en nous jugadors i va passar a optar a les posicions altes de la taula, arribant fins i tot a jugar el 2008, i per primera vegada, els play-off d'ascens a Segona Divisió B. No obstant això es va quedar a les portes d'aquest objectiu, en ser derrotat en el partit final pel Sant Andreu.
L'any següent, 2009, l'equip va tornar a registrar una temporada excepcional, aquesta vegada amb Carlos Rivero al capdavant com a entrenador. No obstant això, els inoportuns descensos de diversos conjunts de Castella i Lleó van fer que el grup es tornés excessivament competitiu. Burgos, Palencia (descendits l'any anterior), i Mirandés, al costat del Real Ávila, van completar la graella de places per al play-off. L'Arandina, tot i realitzar una temporada envejable i puntuar en places on anteriorment no ho havia aconseguit, va acabar la competició cinquena, perdent tota opció a participar en la fase d'ascens.
El 2010 va ser el final d'un nou cicle. Carlos Rivero s'acomiadava a final de temporada del conjunt que li fes gran com a entrenador i que ell considerava la seva "casa", per recalar en l'equip tècnic de les categories inferiors del Getafe CF. Enrere havia deixat una temporada on l'Arandina Club de Fútbol havia seguit gravant rècords; aquesta vegada el de posició, acabant tercer l'equip amb 72 punts al seu marcador. A la seva marxa, molts noms van sonar per fer-se càrrec de la banqueta riberenca, sent José "Chino" Zapatera (exReal Ávila dos anys enrere), el triat finalment per dirigir els interessos del conjunt blanc-i-blau.
El 26 de juny de 2011 i després d'una àrdua temporada competint en el Grup VIII de la Tercera Divisió, amb l'afegit a més del que unes semifinals de Copa Federació signifiquen, el conjunt entrenat per Zapatera aconsegueix a Alcobendas (després d'un vídeo que va donar la volta a Espanya sobre el sorteig de l'última eliminatòria del play-off, on es veu al president de l'Alcobendas trucant el sorteig per jugar amb l'Arandina), l'ascens a Segona Divisió B. Enrere quedaven trenta anys lluitant per tornar a veure la digna successora de la Gimnástica Arandina, de nou en una categoria superior. Va ser a Alcobendas, contra l'Sport i després d'haver vençut als madrilenys per 1-0 al Montecillo i certificar la victòria final al José Caballero, (1-2 a favor també dels riberencs), davant pràcticament d'un miler d'aficionats de l'Arandina desplaçats al cinturó de la capital espanyola.

## Uniforme
L'equipació de l'Arandina està basada en la de l'anterior club existent en la localitat, el creador de la qual va ser Santiago Arranz "Piru". El principal patrocinador és Caja de Burgos/Banca Cívica, encara que també manté col·laboracions amb altres empreses locals.
- Uniforme titular: Samarreta blanc-i-blava a ratlles verticales, pantaló blau i mitges blanques.
- Uniforme alternatiu: Samarreta amarilla, pantaló groc i mitges grogues.

## Dades del club
- Temporades a Primera Divisió: 0
- Temporades a Segona Divisió: 0
- Temporades a Segona Divisió B: 1 (actual)
- Temporades a Tercera Divisió: 10
  - Millor posició a 3a Divisió: 3r (temporada 2009-10)
  - Pitjor posició a 3a Divisió: 19è (temporada 2000-01)
- Temporades a Primera Regional: 3

## Estadi
El terreny de joc on l'equip disputa els seus partits com a local és El Montecillo, amb capacitat per a 5.000 espectadors i gespa natural. Va ser construït l'any 1977 per adaptar-se als estàndards requerits per la Reial Federació Espanyola de Futbol per als equips de competicions nacionals. El terreny de joc mesura 105x68 metres.
A part d'allotjar els partits que l'Arandina juga com a local, cal destacar la final de la Copa del Rei juvenil disputada el 2008 entre el Barça i el Sevilla. També l'estiu del 2010 es va disputar un partit de classificació de la selecció espanyola de futbol femení contra Anglaterra amb resultat final de 2-2. El seu únic ple absolut conegut es produeix el 18 de juny de 2011 en el partit d'anada del play-off d'ascens a Segona Divisió B i després de la compromesa situació d'una setmana tensa per assumptes extraesportius, cosa que fa que l'afició de l'Arandina es bolqui amb el seu equip com mai, aconseguint "vestir" de blanc-i-blau la totalitat de la capacitat. El resultat del partit, contra l'Alcobendas, va ser 1-0 a favor del conjunt local.